# Podalonia erythropus
Podalonia erythropus är en biart som först beskrevs av Frederick Smith 1856.
Podalonia erythropus ingår i släktet Podalonia och familjen grävsteklar. Inga underarter finns listade i Catalogue of Life.